# Rong Hao

Rong Hao (förenklad kinesiska: 荣昊; traditionell kinesiska: 榮昊; pinyin: Róng Hào; född den 7 april 1987) är en kinesisk professionell fotbollsspelare. Sedan 2012 spelar han för den kinesiska klubben Guangzhou Evergrande i Chinese Super League. 

## Klubbkarriär
Rong Hao påbörjade sin professionella fotbollskarriär i den kinesiska klubben Wuhan Optics som då spelade i Kinas bästa liga, Chinese Super League. Han gjorde sin debut i ligan den 27 maj 2006 i en match som slutade 1–0 i Wuhan Optics favör, Rong gjorde då matchens enda mål och sitt första. Efter den matchen fick han förtroende av tränaren att spela i 5 till matcher den säsongen, säsongen därpå flyttades han upp till A-laget på heltid och byttes ofta in i matcher. I slutet av säsongen 2008 hade han spelat in sig i startelvan. Trots Rohans framgångar i laget fick hans klubb inte längre delta i ligaspel då det Kinesiska fotbollsförbundet bannlyste dem på grund av att klubben inte accepterade en dom som gick emot dem. Rong hade alltså inte längre någon klubb han kunde spela fotboll i.
Då Rong inte längre hade en klubb som fick deltaga i ligaspel lånades han ut till säsongen nykomling i Chinese Super League 2009, Jiangsu Sainty. Rong etablerade sig snabbt och blev lagets uttalade vänsterback. Med sitt strålande spel hjälpte han laget till en 10:e placering i ligan. När låneavtalet gick ut skrev Rong på ett kontrakt med Hangzhou Greentown, även där spelade han snabbt in sig i startelvan och hjälpte klubben till en 4:e plats i ligan och en chans att kvala till AFC Champions League, detta var första gången klubben fått denna chans. Den 26 december 2011 skrev Rong på ett kontrakt med Guangzhou Evergrande. Väl där blev han dock skadad och kunde endast spela 3 ligamatcher under hela 2012.

## Landslagskarriär
Rong gjorde sin landslagsdebut för Kinas nationallag den 1 juni 2009 mot Iran i en träningsmatch som slutade 1–0 till Kinas favör. Debuten gjorde honom även till den första spelaren i Jiangsu Sainty att spela för landslaget.  Efter ett flertal lyckade träningsmatcher blev han landslagets förstaval när det gällde vänsterback och vann Östasiatiska mästerskapet 2010 med laget.

## Meriter

### Inom klubblag
Guangzhou Evergrande
- Chinese Super League: 2012
- Chinese FA Cup: 2012

### Inom landslag
Kinas landslag
- Östasiatiska mästerskapet: 2010